# Thomas Clement Fletcher
Thomas Clement Fletcher, född 21 januari 1827 i Herculaneum, Missouri, död 25 mars 1899, var en amerikansk republikansk politiker och jurist. Han var Missouris guvernör 1865–1869.
Fletcher studerade juridik och inledde 1856 sin karriär som advokat. Han var delegat till republikanernas konvent inför presidentvalet i USA 1860. I amerikanska inbördeskriget deltog han som officer i nordstaternas armé. Fletcher tillträdde 1865 som guvernör och efterträddes 1869 av Joseph W. McClurg. Frigivningen av slavarna och amnestin för konfederationens militärer var viktiga utmaningar för Fletcher i guvernörsämbetet.
Fletcher avled 1899 och gravsattes på Bellefontaine Cemetery i Saint Louis.